# Les Vraies Lois de l'économie
Les Vraies Lois de l'économie est un ouvrage de Jacques Généreux publié en 2001, qui s'attaque à ce qu'il appelle l'ultralibéralisme en économie et aux idées reçues sur les lois en économie.

## Contexte
Jacques Généreux anime chaque mois à partir de l'automne 2000 une chronique au sujet des « vraies lois de l'économie », qu'il précise dans les pages d'Alternatives économiques. Il cherche à identifier un corpus de croyances économiques qui sont caricaturales ou fausses, et qui pourtant continuent d'être diffusées dans l'espace public. Ces chroniques sont rassemblées et réécrites dans un ouvrage.

## Contenu
Pour Jacques Généreux les six piliers de la prétendue sagesse en économie sont les suivants :
- Les lois établies par la Science économique révèlent des réalités immuables et incontournables par la volonté humaine.
- La valeur réside presque uniquement dans la production de biens et services marchands.
- Le libre jeu de l'offre et de la demande assure l'équilibre général des marchés.
- Ce même libre jeu garantit l'usage le plus efficace des ressources.
- Le rôle économique de l'État et du Politique se cantonne à la production de quelques biens publics
- La justice est un problème strictement politique, dont le règlement est indépendant du choix de système économique.

Il propose de remplacer ces six piliers par les suivants : les six « vraies lois » de l'économie :
- Les lois de l'économie sont les lois des hommes.
- Ce qui a de la valeur n'a pas de prix.
- La loi du déséquilibre général.
- Le marché ne fait pas le bonheur.
- L'État ne fait pas le bonheur.
- La véritable efficacité c'est la justice, la véritable justice c'est l'égalité des libertés.

## Réception
La sortie du livre est couverte par plusieurs journaux nationaux et spécialisés, qui en donnent une critique positive. Le Figaro écrit que « Jacques Généreux part en guerre contre le "néolibéralisme" et plus encore contre ses slogans simplificateurs. À la fois pédagogue et polémiste… ». 
Pour La Croix, « avec talent, l’auteur défend le retour du volontarisme politique. Pédagogique et anti conformiste ». Pour Le Nouvel Économiste, « puissent nos dirigeants lire Généreux et mettre le débat au centre de la vie politique ». Le quotidien Les Échos considère le livre comme « une lecture qui apportera autant de distance à ceux qui se disent encore néolibéraux qu’aux partisans d’une approche critique de la mondialisation ». Charlie Hebdo écrit « Salubre, salubre. Vas-y Jacquot, on les aura ! ».
Le livre trouvera une suite dans un deuxième tome, paru l'année suivante, Les Vraies lois de l'économie II, ainsi que dans un autre ouvrage de vulgarisation ultérieur, Jacques Généreux explique l'économie à tout le monde.